# Dardanos från Aten
Dardanos (grekiska: Δάρδανος) från Aten, var en stoisk filosof, född ca 160 f.Kr., död ca 85 f.Kr.
Han var elev till Diogenes från Seleukia och Antipatros från Tarsos. Cicero nämner honom som en av den stoiska skolans ledare (latin: principes Stoicorum) i Aten tillsammans med Mnesarchos vid samma tid som Antiochos från Askalon avvek från skepticismen (ca 95 f.Kr.).
Han var troligtvis död när Cicero studerade filosofi i Aten år 79 f.Kr.